# ABBA (album)
| Đánh giá chuyên môn | Đánh giá chuyên môn |
| Nguồn đánh giá      | Nguồn đánh giá      |
| Nguồn               | Đánh giá            |
| ------------------- | ------------------- |
| AllMusic            | link                |

ABBA là album phòng thu thứ ba (thứ hai trên quy mô quốc tế) của nhóm nhạc pop cùng tên của Thụy Điển. Ban đầu nó được phát hành vào ngày 21 tháng 4 năm 1975 thông qua Polar Music và có các bản hit " Mamma Mia " và " SOS ".

## Tổng quan
Sau thành công tại Eurovision của "Waterloo", ABBA đã chứng kiến ban nhạc giành được sự công nhận trên toàn thế giới. " I Do, I Do, I Do, I Do, I Do " đứng đầu các bảng xếp hạng ở Úc, cũng như "Mamma Mia " ngay sau đó. " SOS " và "Mamma Mia" đã trở thành hit ở cả Hoa Kỳ và Vương quốc Anh. Album đã chứng kiến ABBA rẽ sang nhạc reggae với bài hát "Tropical Loveland", và bao gồm một nhạc cụ bàn phím cổ điển lớn theo truyền thống của Keith Emerson và Rick Wakeman với "Intermezzo số 1" (tựa đầu tiên: "Mama").
ABBA được phát hành lần đầu tiên trên CD tại Nhật Bản vào năm 1986, với bản mix thay thế của "Man in the Middle" không được tìm thấy trong bất kỳ bản CD nào sau đó. Tuy nhiên, đó có thể là một lỗi trong quá trình trộn vì bản nhạc dường như không chính thức là một phiên bản khác của "Man in the Middle". ABBA sau đó đã được phát hành trên CD ở Tây Đức vào năm 1987 (sau đó được phát hành quốc tế), với năm bài hát bổ sung từ các album Waterloo và Ring Ring, chưa được phát hành trên CD vào thời điểm đó. ABBA đã được phát hành trên CD ở Thụy Điển vào năm 1988 chỉ bao gồm 11 bài hát gốc. Album đã được phát hành lại dưới dạng kỹ thuật số được làm lại nhiều lần; đầu tiên vào năm 1997, sau đó vào năm 2001 và một lần nữa vào năm 2005 như là một phần của The Complete Studio Recordings. Vào năm 2012, nó đã được phát hành dưới dạng một bộ CD / DVD phiên bản cao cấp. Trên bản phát hành băng gốc của album Anh "Bang a Boomerang" đã bị chia làm hai phần, nhỏ tiếng dần trong câu thơ thứ hai ở cuối phần một và tiếp tục ở đầu phần hai.